# Мізантроп (п'єса)
«Мізантроп» (фр. Le Misanthrope ou l'Atrabilaire amoureux) — віршована п'єса французького письменника Мольєра, прем'єра якої відбулась 4 червня 1666 року в театрі Пале-Рояль.
Твір стосується сучасної письменнику дійсності: у ньому в сатиричному плані показано аморальність, дріб'язковість та улесливість столичного дворянства, продажність суду, а також штучний пафос багатьох літературних творів того часу. Як художній твір п'єса позбавлена жвавості дії і суто комічного елементу, властивого іншим творам Мольєра, і більше розрахована на читання, ніж на сценічне втілення.

## Дійові особи
- Альсест — закоханий у Селімену.
- Філінт — друг Альсеста.
- Оронт — закоханий у Селімену.
- Селімена — мила Альсеста.
- Еліанта — кузина Селімени.
- Арсіноя — подруга Селімени.
- Акаст — маркіз.
- Клітандр — маркіз.
- Баск — слуга Селімени.
- Гвардієць із Маршальства Франції.
- Дюбуа — слуга Альсеста.

## Український переклад
Українською мовою п'єсу переклав Максим Рильський. Переклад вперше надруковано у виданні:
- Французькі класики XVIII століття. Буало, Корнель, Мольєр, Расін. Х — К., 1931.